# VR-Primax
VR-Primax ist ein Magazin mit Werbecomics und redaktionellen Beiträgen der Volks- und Raiffeisenbanken in Deutschland. Die Zeitschrift erscheint monatlich und wird kostenlos in den Volks- und Raiffeisenbanken verteilt.

## Das Magazin
Der Werbecomic VR-Primax vereinte ab Juli 2007 im Zuge der Zusammenführung der beiden Kindersparkonzepte die ehemaligen Heftserien Marc & Penny und Mike, der Taschengeldexperte. Ein wesentliches Element des Magazins waren die zum Teil seit mehr als 30 Jahren bekannten Figuren. Im Mittelpunkt des Comics stehen die Figuren Mike, Tina, Marc, Penny und der Hund Sam. Sie leben im fiktiven Ort Neu Primelsberg. Zum Ende des Jahres 2022 liefen die Nutzungsrechte an den Figuren aus der Primax-Welt aus. Damit endete die Geschichte von Mike und Tina, Marc und Penny.
Seit Anfang 2023 sind im Magazin Geschichten über neue Figuren rund um das Geschwisterpaar Klara und Anton sowie das magische Schweinchen und Roboter Schraube enthalten.
Die Themenpalette beschränkt sich nicht auf traditionelle kindliche Erlebniswelten, sondern umfasst potenziell alle gesellschaftlichen Bereiche. Reportagen, Interviews und Umfragen über Natur, Umwelt und Gesundheit, Kindheit und Familie, Technik, Wirtschaft und Kultur gehören ebenso zum redaktionellen Konzept wie Basteltipps, Rätsel und niedrigschwellige Angebote für die jüngsten Leser. Zusätzlich gibt es Angebote, bei denen die Zielgruppe ihre eigenen Ideen und Wünsche einbringen und das Magazin so mitgestalten kann: Comic-Strips, Kurzgeschichten, Mal- und Schreibwettbewerbe.

## Zeichner, Redaktion und Herausgeberschaft
Die 2022 beendeten Comicgeschichten Marc & Penny sowie Mike, der Taschengeldexperte wurden entwickelt und gezeichnet von der Comicwerkstatt Büsch-Beinhorn. Die Redaktion lag in den Händen der Agentur redkon.
Mit dem Neustart der Comicserie 2023 wurde Andreas Schuster neuer Zeichner und die geno com Werbeagentur neue Redaktion.
Herausgeber ist die DG Nexolution eG und geno kom Werbeagentur GmbH. Mitherausgeber ist der Bundesverband der Deutschen Volksbanken und Raiffeisenbanken.